# Матскі-Мейн 2
Матскі-Мейн 2 (англ. Matsqui Main 2) — індіанська резервація в Канаді, у провінції Британська Колумбія, у межах регіонального округу Фрейзер-Велі.

## Населення
За даними перепису 2016 року, індіанська резервація нараховувала 110 осіб, показавши зростання на 35,8%, порівняно з 2011-м роком. Середня густина населення становила 81 осіб/км².
З офіційних мов обидвома одночасно не володів жоден з жителів, тільки англійською — 105.
Працездатне населення становило 57,1% усього населення, усі були зайняті.

## Клімат
Середня річна температура становить 10,2°C, середня максимальна – 21,1°C, а середня мінімальна – -2,2°C. Середня річна кількість опадів – 1 689 мм.
| Клімат поселення                              | Клімат поселення | Клімат поселення | Клімат поселення | Клімат поселення | Клімат поселення | Клімат поселення | Клімат поселення | Клімат поселення | Клімат поселення | Клімат поселення | Клімат поселення | Клімат поселення | Клімат поселення |
| Показник                                      | Січ.             | Лют.             | Бер.             | Квіт.            | Трав.            | Черв.            | Лип.             | Серп.            | Вер.             | Жовт.            | Лист.            | Груд.            |                  |
| Середній максимум, °C                         | 7,73             | 9,69             | 11,85            | 14,38            | 17,66            | 20,35            | 20,75            | 21,14            | 18,29            | 13,61            | 9,22             | 6,07             |                  |
| Середня температура, °C                       | 2,78             | 4,74             | 6,90             | 9,40             | 12,68            | 15,38            | 17,55            | 17,96            | 15,10            | 10,44            | 6,03             | 2,88             |                  |
| Середній мінімум, °C                          | −2,2             | −0,24            | 1,94             | 4,45             | 7,70             | 10,40            | 14,36            | 14,78            | 11,92            | 7,25             | 2,83             | −0,3             |                  |
| Норма опадів, мм                              | 211              | 162              | 149              | 135              | 105              | 86               | 61               | 60               | 89               | 165              | 244              | 222              |                  |
| Середньомісячна швидкість вітру, м/с          | 3.20             | 3.10             | 3.19             | 3.03             | 2.90             | 2.90             | 2.81             | 2.60             | 2.37             | 2.57             | 3.15             | 3.25             |                  |
| Середньомісячна сонячна радіація, кДж/м²·день | 3234             | 6226             | 9935             | 14898            | 18569            | 19998            | 21376            | 18330            | 13154            | 7081             | 3582             | 2530             |                  |
| --------------------------------------------- | ---------------- | ---------------- | ---------------- | ---------------- | ---------------- | ---------------- | ---------------- | ---------------- | ---------------- | ---------------- | ---------------- | ---------------- | ---------------- |
| Джерело:                                      |                  |                  |                  |                  |                  |                  |                  |                  |                  |                  |                  |                  |                  |